# Steuervermeidung
Steuervermeidung (auch bekannt als Steuerevasion, Steueroptimierung oder Steuergestaltung) bezeichnet Strategien und Maßnahmen, die die Steuerlast ganz oder teilweise reduzieren sollen. Dies geschieht, entweder indem steuerpflichtige Personen oder Unternehmen bestimmte Handlungen vermeiden, die zu höheren Steuern führen würden; oder indem sie aktiv Maßnahmen ergreifen, die ihre Steuerlast senken. 

## Allgemeines
Als Steuervermeidung wird in der Finanzwissenschaft und in der Steuerlehre eine Art der Steuerabwehr verstanden, bei der sich steuerpflichtige Steuersubjekte durch bewusste Unterlassung der Verwirklichung die Steuerzahlung begründender oder erhöhender Sachverhalte sowie durch die Erfüllung steuermindernder Tatbestände der Besteuerung ganz oder teilweise entziehen.
Steuervermeidung ist damit eine legale Ausnutzung von Möglichkeiten und Verfahren, um die Steuerlast von Unternehmen und Privatpersonen zu verringern. Die Steuervermeidung ist grundsätzlich bei allen Steuerarten möglich, im Vordergrund stehen jedoch regelmäßig Ertragsteuern. Von der Steuervermeidung abzugrenzen ist die nicht legale Steuerhinterziehung. Umgangssprachlich wird im Zusammenhang mit der Steuervermeidung oft auch von Steuerschlupfloch gesprochen. 
Aus der Sicht des Steuerschuldners sind Steuervermeidung (oder Steuerausweichung) alle Maßnahmen, eine den Steuerschuldner treffende Steuererhöhung durch sachliche, zeitliche oder räumliche Anpassung oder Unterlassung zu vermeiden. Steuervermeidung besteht darin, dass Wirtschaftssubjekte Maßnahmen ergreifen, um durch legale Vertragsgestaltung oder Entscheidungen eine günstigere oder keine Steuerlast zu erreichen.
Zu zahlende Steuerbeträge {\displaystyle SB} ergeben sich im Allgemeinen als Produkt aus Steuerbemessungsgrundlage {\displaystyle T_{m}} und Steuersatz {\displaystyle T_{q}}:
{\displaystyle SB=T_{m}\cdot T_{q}}.
Folglich zielen Steuervermeidungsstrategien darauf ab, einen dieser Berechnungsfaktoren oder beide (im Rahmen der Möglichkeiten des jeweiligen Steuergesetzes) zu minimieren.
Neben einer absoluten Steuerersparnis wird im Rahmen von Steuervermeidungsstrategien oftmals auch lediglich ein positiver Zinseffekt angestrebt, indem positive steuerliche Einkünfte in die Zukunft verlagert werden. Dies gilt insbesondere für viele steuerbilanzielle Gestaltungen bei Unternehmen.

## Steuervermeidung bei natürlichen Personen

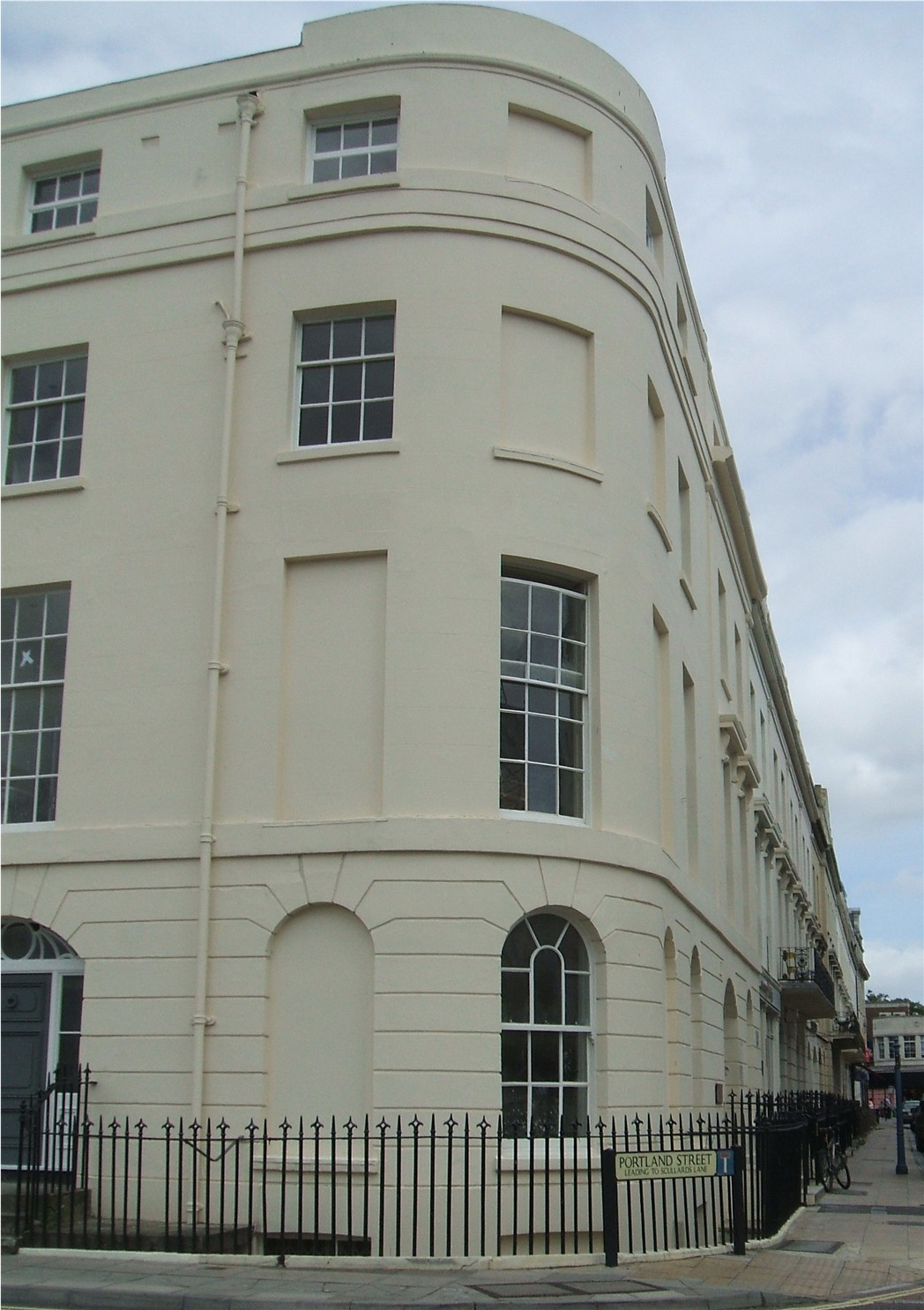
Steuervermeidung in England am Beispiel der Fenstersteuer (1696 bis 1851)

Steuervermeidung ist jede legale Verhaltensweise, die zur Verringerung von Steuerzahlungen führt. Eine langfristig angelegte Steuervermeidungsstrategie besteht z. B. in der Wahl eines Staates mit als vorteilhaft erachteten steuerlichen Rahmenbedingungen als Wohn-/Standort (siehe auch Steuerflucht).
Weitere Beispiele zur Steuervermeidung in Deutschland sind:
- Heirat, um das Ehegattensplitting nutzen zu können;
- Inanspruchnahme von Steuervergünstigungen (z. B. die Kilometerpauschale, Ausgaben für eine Haushaltshilfe oder Handwerkerlöhne oder andere Sonderausgaben geltend machen);
- Absetzung der Kosten für steuerlich geförderte Maßnahmen (wie Heizungserneuerung, Wohnraumbeschaffung);
- Anschaffung eines Diesel-PKWs, um die Mineralölsteuerlast zu verringern;
- das Geltendmachen von Verlusten aus Medienfonds;
- gezieltes Realisieren steuerlicher Verluste zur Verlustverrechnung mit Gewinnen (englisch Tax Loss Harvesting ‚Steuerverlusternte‘);
- Verlagerung von Kapitalerträgen in die Grundfreibeträge von Kindern;
- Stundung von Gewinnen über Nullkuponanleihen bis in eine Zeit mit günstigerem Steuersatz, zum Beispiel im Rentenalter; (siehe auch Anleihenstripping).

Privathaushalte vermeiden Steuerlasten auch durch ihr Konsumverhalten (Kauf von Kraftfahrzeugen mit geringerem Hubraum wegen der Kraftfahrzeugsteuer) oder bei (hohen) Verbrauchsteuern und verlagern ihren Konsum auf preiswertere Substitutionsgüter (Dieselkraftstoff/Benziner, Kaffee/Kaffeeersatz, Zigarette/E-Zigarette).    
Bei der sachlichen Steuerausweichung werden Steuerobjekte durch nicht besteuerte Wirtschaftsobjekte ersetzt (Bier durch alkoholfreies Bier) oder hoch- durch niedrig besteuerte substituiert (Benzin durch Diesel). Zeitlich wird ausgewichen, wenn bei Ankündigung einer Steuererhöhung vorher Hamsterkäufe getätigt werden. Zur räumlichen Steuerausweichung kommt es, wenn unterschiedliche Steuersätze gelten (Steuerwettbewerb) und die günstigeren gewählt werden (Steueroasen).
Grundsätzlich führt jede Art von Konsum- oder Ausgabenverzicht zur Reduzierung (Vermeidung) von Steuerzahlungen, da die (im nicht gezahlten Preis) eigentlich enthaltenen indirekten Steuern entfallen. Beispiele: Reduzieren oder Aufgeben des Rauchens oder Alkoholkonsums erspart Tabak- oder Alkoholsteuer und die Umsatzsteuer für alle Produktarten. Dies betrifft jedoch nicht die direkten Steuern des Steuerpflichtigen und gilt insofern nicht bzw. nur in weitestem Sinn als Maßnahme zur Steuervermeidung.
In vielen Steuerjurisdiktionen existieren unterschiedliche Steuersätze in Abhängigkeit von der Art der Einkünfte. Dies betrifft in Deutschland die Abgeltungssteuer auf Kapitalerträge, welche aus dem System der synthetischen Einkommensteuer herausfällt. Hier kann durch eine entsprechende Vermögensallokation (z. B. Investments in Aktien statt in das eigene Einzelunternehmen) eine Steuervermeidung durch Wahl der Einkunftsarten erfolgen.

## Steuervermeidung bei Unternehmen
Im Unternehmenssteuerrecht existiert eine Vielzahl von Möglichkeiten der Steuervermeidung. Zu unterscheiden ist insoweit insbesondere zwischen Steuervermeidung im nationalen und im internationalen Kontext.

### Nationales Steuerrecht
Für Unternehmen existieren vielfältige Möglichkeiten, die Steuerbemessungsgrundlage zu minimieren. Bei bilanzierungspflichtigen Unternehmen kann dies durch Minimierung des Anlagevermögens (Aktiva) und/oder Maximierung des Fremdkapitals (Passiva) geschehen. Hierzu ist von eventuellen Aktivierungswahlrechten in der Steuerbilanz negativer, von Passivierungswahlrechten positiver Gebrauch zu machen. Im deutschen Steuerbilanzrecht existieren allerdings keinerlei Ansatzwahlrechte. Weiterhin sind die Wertansätze von Aktiva möglichst zu minimieren und die Wertansätze von Passiva zu maximieren. Hierfür ergeben sich im deutschen Steuerbilanzrecht vielfältige Möglichkeiten im Rahmen offener Bewertungswahlrechte und von Ermessensspielräumen.
Ein klassisches Mittel der Steuervermeidung ist die Wahl einer steueroptimalen Abschreibungsmethode (Minimierung des Bruttovermögens). In Deutschland war hier lange Zeit die degressive Absetzung für Abnutzung (AfA) mit Wechsel zur linearen Methode vorherrschend, welche zu einem positiven Zinseffekt führte. Im Rahmen der Unternehmensteuerreform 2008 in Deutschland wurde die Möglichkeit der degressiven AfA in der Steuerbilanz abgeschafft.
Erhebliche Spielräume zur Steuervermeidung ergeben sich aus den Möglichkeiten der horizontalen und vertikalen Verlustverrechnung. So können Verluste in ertragsstarke Jahre vorgetragen werden, um Effekte der Steuerprogression auszunutzen.
Ein Beispiel für die Vermeidung von Umsatzsteuerzahlungen ist der Erhalt des Status als umsatzsteuerbefreites Kleinunternehmen, indem eine Begrenzung des Jahresumsatzes auf den entsprechenden Grenzwert (gegenwärtig 22.000 Euro) erfolgt.
Werden in einem Land lokale (Gemeinde)-Steuern erhoben, wie bspw. die Gewerbesteuer in Deutschland, so kann eine Steueroptimierung im Rahmen der nationalen Standortwahl erfolgen, sofern die Steuersätze von Gemeinde zu Gemeinde variieren (Steuerwettbewerb). In Deutschland schwanken die Hebesätze der Gewerbesteuer in den einzelnen Gemeinden zum Teil beträchtlich, so dass hier durch eine geschickte Standortwahl u. U. erhebliche Steuereinsparungen möglich sind.
Eine langfristige Steuervermeidungsstrategie kann bei Unternehmensgründungen oder -umwandlungen bereits bei der Rechtsformwahl beginnen, wenn unterschiedliche Rechtsformen unterschiedlich besteuert werden. In Deutschland wie auch vielen anderen Ländern werden Kapitalgesellschaften intransparent, Personengesellschaften dagegen transparent besteuert. Bei hohen Spitzensteuersätzen der persönlichen Einkommensteuer können daher Kapitalgesellschaften steuerlich vorteilhafter sein als Personengesellschaften (mit hohen Gewinnen). Sofern Einkommen von Kapitalgesellschaften nicht thesauriert werden, sind in der Regel jedoch Personengesellschaften vorteilhaft, weil es nicht zur wirtschaftlichen Doppelbesteuerung kommt.
Unternehmen können ihre Produkte der Steuerbemessungsgrundlage anpassen: Getränkehersteller produzieren Biermischgetränke als Substitutionsgut für Bier mit höherer Alkoholsteuer, Produkte werden der Bemessungsgrundlage angepasst wie der Hubraum bei Kraftfahrzeugen wegen der Kraftfahrzeugsteuer, wählen eine andere Rechtsform oder einen anderen Standort (Steueroasen in Niedrigsteuerländern).

### Internationales Steuerrecht
Bei Unternehmen mit Aktivitäten in zwei oder mehr Steuerjurisdiktionen wird die Steueroptimierung bei reinen Inlandssachverhalten durch die steueroptimale Gestaltung der internationalen Aktivitäten ergänzt. Das Ziel besteht hier in der Minimierung der Konzernsteuerlast, d. h. der Summe der Steuerzahlungen der einzelnen Konzerngesellschaften. Die internationale Steuerplanung betrifft grds. Aktivitäten entlang der gesamten Wertschöpfungskette, von der Beschaffung bis zum Verkauf (Tax Efficient Supply Chain Management).
In internationalen Unternehmen werden zum Teil hochkomplexe Steuergestaltungen mit dem Ziel der Minimierung der Konzernsteuerlast angewendet, wobei gezielt die Vorteile einzelner Steuerjurisdiktionen genutzt werden. Ein Beispiel für solche komplexe Gestaltungen ist die Strategie Double Irish With a Dutch Sandwich (bis Anfang 2015 erlaubt; Übergangsfrist bis 2020 in Irland). Ein weiteres Beispiel ist die Steuerfreiheit bei Patenteinnahmen von Unternehmen, wie sie das Vereinigte Königreich ermöglicht hat und wie dies 2014 auch die irische Regierung plant.

#### Vermeidung der Doppelbesteuerung
Ein wesentliches Ziel der Steuerplanung im internationalen Konzern ist die Vermeidung der Doppelbesteuerung von Erträgen. Da die Bundesrepublik Deutschland mit fast allen wirtschaftlich bedeutsamen Ländern Doppelbesteuerungsabkommen unterhält, ist dies grds. bei den meisten international tätigen deutschen Unternehmen gewährleistet.

#### Internationales Steuergefälle
Die internationale Steuerplanung setzt bei dem Umstand an, dass sich das Unternehmenssteuerrecht der einzelnen Steuerjurisdiktionen zum Teil ganz erheblich voneinander unterscheidet. Man spricht in diesem Zusammenhang auch von einem internationalen Steuergefälle. Tendenziell sind hierbei die klassischen Industrieländer (Länder der Ersten Welt) als Hochsteuerländer, Schwellenländer dagegen eher als Niedrigsteuerländer zu charakterisieren. In den letzten Jahren ist hier allerdings eine Angleichung zu beobachten, wobei international der Trend hin zu einer Verringerung der Unternehmenssteuerbelastung geht (Standortwettbewerb, Race to the Bottom). Deutschland befindet sich derzeit mit einer effektiven durchschnittlichen Unternehmenssteuerbelastung von etwa 30 % international im Mittelfeld. Oftmals spielen in der internationalen Steuerplanung Steueroasen eine große Rolle. Neben den klassischen Steueroasen wie den Kanalinseln, den Kaimaninseln oder den Bahamas bieten seit vielen Jahren auch Industrieländer wie etwa die Niederlande oder Irland bestimmte Steuervorteile für internationale Unternehmen, bspw. Steuervorteile für (konzerninterne) Finanzierungsgesellschaften.

#### Standortwahl und Funktionsverlagerungen
Die Ausnutzung des internationalen Steuergefälles geschieht im Rahmen der internationalen Steuerplanung durch eine Verlagerung von Wertschöpfungsaktivitäten in Niedrigsteuerländer. Dies kann sowohl durch die Standortwahl (Tochtergesellschaften, Betriebsstätten) wie auch die Verlagerung einzelner Aktivitäten (Funktionsverlagerung) erfolgen.

#### Konzerninterne Verrechnungspreise und Finanzierungsgesellschaften
Eine ganz wesentliche Rolle in der internationalen Steuerplanung spielen konzerninterne Verrechnungspreise. Diese werden beim Leistungsaustausch zwischen Konzerngesellschaften in unterschiedlichen Ländern so gewählt, dass der Gewinn in dem Land mit der geringeren Steuerbelastung erhöht und in dem Land mit der höheren Steuerbelastung verringert wird.
Beispiel: Liefert das Volkswagenwerk in Wolfsburg Plattformen an die Konzerntochter Škoda in Tschechien (geringere Steuerbelastung als Deutschland), so sind die von Skoda an VW zu zahlenden Verrechnungspreise für die Plattformen möglichst niedrig anzusetzen.
Eine gängige Praxis ist weiterhin die Einrichtung konzerninterner Finanzierungsgesellschaften in Ländern mit niedrigen effektiven Steuersätzen. Durch die konzerninterne Kreditgewährung und die damit verbundenen Zinszahlungen können dann Gewinne in das Niedrigsteuerland verlagert werden.

#### Verlustnutzung
Im internationalen Konzern ergeben sich auch weitergehende Möglichkeiten der Verlustnutzung als bei rein nationalen Unternehmen. Eine besondere Form der internationalen Verlustnutzung ist das sog. Double Dipping. Hierbei werden ein und dieselben Verluste in zwei Steuerjurisdiktionen zweimal steuermindernd verrechnet.

## Gestaltungsmissbrauch
Der Tatbestand der missbräuchlichen Steuervermeidung ist in Deutschland in § 42 der Abgabenordnung kodifiziert. Danach liegt Gestaltungsmissbrauch vor, wenn der Steuerpflichtige eine rechtliche Gestaltung zum Zwecke der Steuervermeidung wählt, die wirtschaftlich unangemessen ist. Das Finanzamt wird in einem solchen Fall die Steuer so festsetzen, wie sie entstanden wäre, wenn eine wirtschaftlich angemessene Gestaltung gewählt worden wäre. Gestaltungsmissbrauch ist nicht strafbar.

## Bedeutung bei Steuererhöhungen
Empirische Studien zeigen, dass es bei Steuererhöhungen zu Anpassungsreaktionen der Steuerpflichtigen kommt. Dabei reagieren Steuerpflichtige mit höheren Einkommen kaum mit ihrem grundlegenden realwirtschaftlichen Leistungsverhalten auf die Besteuerung, also etwa bei Arbeitszeit und -umfang oder Bildungs- und Karriereentscheidungen. Dafür reagieren sie mit Steuervermeidung.

## Folgen von Steuervermeidung

### Steuerausfälle
Die EU-Kommission schätzt, dass jedes Jahr den Staaten in der EU eine Billion Euro durch Steuerhinterziehung und Steuervermeidung an Steuern vorenthalten werden, sodass dieses Geld entweder für Infrastruktur, Sicherheit und Bildung nicht zur Verfügung steht oder andere Steuerzahler dafür aufkommen müssen (sogenannte tax base erosion). Der Großteil dieser nicht gezahlten Summe entfällt auf Steuervermeidung, insbesondere auf große multinationale Konzerne (vgl. Offshore-Leaks, Luxemburg-Leaks und Swiss-Leaks). Für Deutschland beträgt der Ausfall nach der Einschätzung jährlich etwa 160 Milliarden Euro.
Im Europäischen Parlament gibt es 2016 einen eigenen Ausschuss zur Untersuchung von Geldwäsche, Steuervermeidung und Steuerhinterziehung. Das besonders als Folge der Panama Papers und zur Überprüfung der Geschäftsbeziehungen von Banken, Politikern und Oligarchen. Die ähnliche Rechts- bzw. Interessenslage bei der Bekämpfung von Steuerhinterziehung, Steuervermeidung, Geldwäsche, Offshore-Geschäften und Korruption bedarf demnach effektiver Instrumente (Offenkundigkeit, transparente geprüfte Register, Vertragssicherheit, Formvorschriften etc.) und allenfalls härtere Sanktionen gegen Beteiligte.
Laut Schätzungen entgeht allein Entwicklungsländern durch Steuervermeidung multinationaler Konzerne ein Betrag von jährlich 100 Milliarden Dollar. Der Wirtschaftsnobelpreisträger Joseph Stiglitz und der Basler Strafrechtler Mark Pieth weisen darauf hin, dass bei der Bekämpfung von Steuervermeidung und Korruption aufgrund umfangreicher Lobbyarbeit nicht konsequent vorgegangen wird und effektive globale Transparenzstandards dadurch verhindert wurden.

#### Deutschland
Laut Auskunft des Bundesfinanzministeriums ist die Zahl der Betriebsprüfungen durch Steuerprüfer bei Personen mit Einkünften über 500.000 Euro pro Jahr rückläufig. Sie ist von 1.630 im Jahr 2009 um fast 30 % auf 1.150 im Jahr 2018 gefallen. Bereits 2006 hatte der Bundesrechnungshof darauf hingewiesen, dass die niedrige Prüfungsquote zu Steuerausfällen von durchschnittlich 135.000 Euro pro Fall führe.

### Vermögensungleichheit
Auch Nichtregierungsorganisationen befassen sich mit Steuervermeidung, insbesondere solcher von Superreichen und multinationalen Konzernen. Bekannte Organisationen sind unter anderem das Tax Justice Network und Oxfam. Diesen zufolge sei Steuervermeidung eine wesentliche Ursache für die weltweit sehr hohe und zunehmende Vermögenskonzentration (2009 besaß das reichste Prozent der Weltbevölkerung über 44 Prozent des weltweiten Vermögens, im Jahr 2014 waren es insgesamt 48 Prozent).